# La donna forte
La donna forte (andata in scena la prima volta con il titolo La sposa fedele) è un'opera teatrale in cinque atti in versi martelliani di Carlo Goldoni scritta nel 1758. Al debutto nel Teatro San Luca di Venezia, a chiusura della stagione autunnale del 1758, non ebbe accoglienza favorevole da parte del pubblico, anche perché l'autore fu costretto a rivedere l'intreccio, giudicato moralmente sconveniente dalla censura veneziana dell'epoca. Per l'edizione a stampa, Goldoni ripristinò stesura e titolo originali.

## Trama
La marchesa di Monte Rosso si è sposata per ubbidienza, soffocando in cuore un'innocente passione per il conte Rinaldo. Questo fatto è conosciuto da Don Fernando, uomo furbo e malvagio, che è innamorato della marchesa e che vorrebbe che lei cedesse alle sue voglie. Con la complicità della cameriera, introduce Rinaldo nell'appartamento della padrona. Fernando approfitta di questo incontro involontario per ricattare la marchesa. Essa non cede alle minacce del seduttore, ma da questo scellerato viene accusata davanti al marito d'infedeltà e perfino minacciata di morte: è lo stesso Fernando che le annuncia lo sdegno e le idee di vendetta del marchese, ma le propone di salvarla in cambio di un atteggiamento più morbido nei suoi conftonti. La marchesa è pronta a morire, ma Fernando vuol darle il tempo di riflettere, e così la lascia chiudendo a chiave la porta. La marchesa decide allora di lanciarsi dal balcone di casa, ma Fabrizio, cameriere di suo marito, la salva e la conduce a casa sua, facendo in modo che ci vada anche Fernando e cada in un tranello: nascosto, il marchese è reso testimone delle proposte indegne di Fernando e riconosce l'innocenza della moglie. Il malvagio viene infine arrestato e condotto in carcere.

## Poetica
Nella prefazione all'edizione a stampa, il commediografo veneziano precisò che le circostanze in cui si trova la marchesa esigono una estraordinaria fortezza di animo e di mente, e riuscendo ad essa favorevole la sua condotta e la sua costanza, pare a me che non sia indegna del titolo di donna forte.